# Шипуниха (приток Берди)
Шипуни́ха — река в России, протекает по Новосибирской области. Устье реки находится в 56 км по левому берегу реки Бердь. Длина реки составляет 79 км, площадь водосборного бассейна 575 км². Приток — Ситовка.

## Данные водного реестра
По данным государственного водного реестра России относится к Верхнеобскому бассейновому округу, водохозяйственный участок реки — Обь от города Барнаул до Новосибирского гидроузла, без реки Чумыш, речной подбассейн реки — бассейны притоков (Верхней) Оби до впадения Томи. Речной бассейн реки — (Верхняя) Обь до впадения Иртыша.